# Somfai Kara Dávid
Somfai Kara Dávid (Budapest, 1969. április 21. –) magyar turkológus és mongolista, az MTA Néprajzi Kutatóintézetének tudományos munkatársa. 1993-tól sokat utazott és élt Belső- és Közép-Ázsiában, Szibériában, Mongóliában, Kínában. 1994 óta kutatja a belső-ázsiai török és mongol népek sámánizmusát. Több kutatóúton vett részt Kazaksztán, Kirgizsztán, Mongólia, Kína és Szibéria területén, ahol a török (kazak, kirgiz, tuva, altaji, hakasz, jakut) és mongol népcsoportok folklórját kutatta.  
2001-ben Eleven szellem címmel egy dokumentumfilmet készített Kollmann Andrással együtt a kirgizek hitvilágáról. Ez a film az ORTT első filmes rendezői pályázatán nyert, majd a Dialektus filmfesztivál különdíját nyerte el 2002-ben. Több moziban, fesztiválon és tv csatornán bemutatták. 2004-ben Hoppál Mihállyal közösen gyűjtött Xinjaing (Kína) török népcsoportjai közt.

## Tanulmányai, oktatási tevékenysége
2000-ben az ELTE BTK-n szerzett török és mongol filológiából diplomát, 2007-ben lett a nyelvtudományok doktora. 2003 óta az MTA BTK tudományos munkatársa, etnológusként dolgozik. 2009–2010-ben az Indiana Egyetemen volt vendégkutató, sziú nyelven tanult, és 3 hónapos terepmunkát végzett Dél-Dakotában
Angol, orosz, török, mongol, kazak, kirgiz felsőfok és további, főleg belső-ázsiai, altáji nyelveken előadásokat tartott (pl. szaka, evenk nyelven is).
Oktatási tevékenysége – a szibériai népek műveltsége (folklór, eposzok, hiedelemvilág) mellett – kiterjed a belső-ázsiai és szibériai nyelvek (mongol, kazak, kirgiz, tuva, jakut, evenki) oktatására, összehasonlító altaji filológiára.

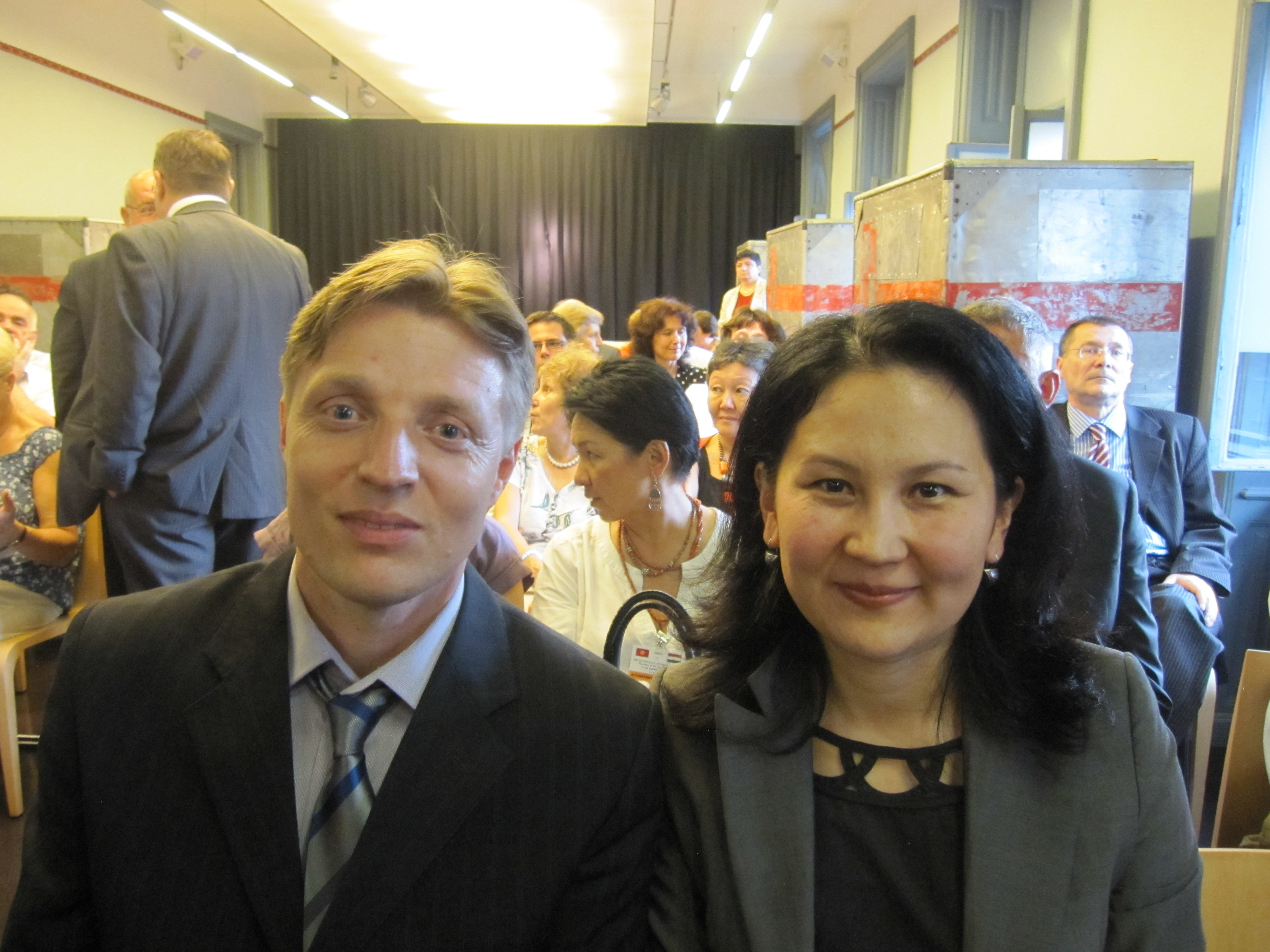
Somfai Kara Dávid és felesége, Aida Pamirbek Kazybaeva-Somfai 2011-ben Budapesten

## Családja
Édesapja, Somfai István fotóművész (1941), édesanyja, Somfai Ildikó (1942). Felesége Aida Pamirbek Kazybaeva-Somfai (1976) fordító. Két fiuk van, Somor és Daniyar (Шомор, Данияр). 
Apósa, Somor Pamirbek Kazybaev (1952), ismert kirgiz újságíró, publicista, anyósa Mistegül Mahmutbek Mahmutbekova (1953) történész, az 1916-os nemzeti felszabadító felkelés kandidátusa, egyetemi tanár. 

## Kutatási területei
Tudományos munkájában a Közép-ázsiai emberek, például a török és a mongol emberek kultúrájára és nyelveire összpontosít. Számos kutatást végzett és publikált ezen emberek folklórját, hagyományát, mitológiáját és vallását illetően is.
- Népi iszlám, folklór és néphit kutatása Közép-Ázsiában (kirgizek, kazakok);
- Diószegi Vilmos kéziratainak feldolgozása, folklór és néphit kutatása Szibériában (törökök, mongolok);
- A nyugati-sziú (lakhóta) rezervátumok vallási élete.

## Munkássága
2004 – Mándoky Kongur Emlékülés (szervezés), ELTE/BTK, Belső-ázsiai Tanszék, Budapest
Terepmunka:
- 1994 – Kazaszktán, Kirgizsztán, Özbeksztán
- 1995 – Kazaszktán, Kirgizsztán, Szibéria
- 1996 – Bashkiria (Ural), Kazaszktán, Mongólia
- 1997 – Szibéria, Mongólia, Kazaszktán
- 1998 – Szibéria, Türkmenisztán
- 1999 – Kirgizsztán
- 2000 – Mongólia
- 2001 – Kirgizsztán, Tádzsikisztán, Szibéria
- 2002 – Kirgizsztán, Szibéria
- 2004 – Kirgizsztán, Kína
- 2010 – Négy hónapos terepmunka: a nyugati-sziú (lakhóta) rezervátumok vallási élete (június-október)

## Szakmai elismerései
- 2017 – a Kirgiz Köztársaság Kulturális és Információs Minisztériumától a bölcsész doktori diploma
- 2017 – a Nemzetközi Sayakbay Karalayev (Саякбай Каралаев) Alapítvány érme
- 2016 – a Kirgiz Köztársaság Legfelső Tanácsának elismerő oklevele
- 2013 – a Kirgiz Köztársaság Állami Nyelvi Bizottság érme
- 2010 – HAESF, Senior Leaders and Scholars Fellowship: Folk Religions in North Eurasia and North America, 12 hónap, Indiana University.
- 2004 – a Biskeki Humán Egyetem (Бишкек Гуманитардык Университети) címzetes egyetemi tanára

## Dokumentumfilmjei
- 2001 – Eleven Szellem, a kirgiz hiedelemvilága – 45 perces dokumentumfilm, Cinema Kft. (Dialektus Néprajzi és Antropológiai Filmfesztivál különdíjas, ORTT pályázat nyertese.)
- 2012 – Vándorúton Ázsia szívébe - Almásy gróf nyomában száz év múltán – 74 perces dokumentumfilm

## Publikációi (magyarul)
2019
- Somfai, Kara Dávid. Dél- és kelet-szibériai vallási hagyományok // In: Simon-Székely, Attila (szerk.) Lélekenciklopédia. A lélek szerepe az emberiség szellemi fejlődésében. III. kötet. Lélek a mítoszok világában – Budapest, Magyarország : Gondolat Kiadó, pp. 785-808.
- Somfai, Kara Dávid. Észak-amerikai őslakos népek lélekképzetei // In: Simon-Székely, Attila - Lélekenciklopédia : A lélek szerepe az emberiség szellemi fejlődésében. IV. kötet: Ázsia, Amerika, Afrika és az újvallások lélekvilága – Budapest, Magyarország : Gondolat Kiadó, pp. 559-573.

2018
- Somfai, Kara Dávid. Az utolsó jugur sámán (ehlči) // In: Szilágyi, Zsolt (szerk.) A Tan örökké ragyogjon! : Tanulmányok Sárközi Alice tiszteletére – Budapest, Magyarország : L'Harmattan Kiadó, pp. 45-59.
- Somfai, Kara Dávid. Eleven szellemek, hagyományos kazak es kirgiz spiritualitás // Budapest, Magyarország : Kairosz Kiadó, 232 p. – (ISBN: 9789636628888)
- Somfai, Kara Dávid. Sámánok Belső-Ázsiában és Szibériában, Kőemberek (balbal) // In: Sudár, Balázs (szerk.) (szerk.) A honfoglalók műveltsége – Budapest, Magyarország : Helikon Kiadó, MTA BTK Magyar Őstörténeti Témacsoport, pp. 143-153, 171.

2017
- Somfai, Kara Dávid. Lakóhelyek, települések - A nemezház//In: Petkes, Zsolt; Sudár, Balázs (szerk.) Hétköznapok a honfoglalás korában –Budapest, Magyarország : Helikon Kiadó, pp. 108-117.
- Somfai Kara Dávid. Xántus-western // A FÖLDGÖMB &:(8).
- Somfai Kara Dávid. [Mándoky Kongur István] – A kun apostol // A FÖLDGÖMB &:(12).

2016
- Somfai Kara Dávid. A vallásetnológiai terepmunka szerepe és jelentősége Közép- és Belső-Ázsia posztszovjet korszakában // ETHNO-LORE: A MAGYAR TUDOMÁNYOS AKADÉMIA NÉPRAJZI KUTATÓINTÉZETÉNEK ÉVKÖNYVE XXXIII.: pp. 177-187.
- Egyéb szerzőség: Somfai Kara Dávid (forráskiad.); Manasz. Kirgiz hőseposz. Budapest: Molnár Kiadó (Török-magyar könyvtár; II.)

2015
- Somfai Kara Dávid. A Majmu'at at-tawarix és a kirgiz epikus hagyomány // KELETKUTATÁS (tavasz) pp. 153-162.
- Somfai Kara Dávid, Demeter László. Csoma Sándor követői (2014): dokumentumfilm Szentkatolnai Bálint Gábor 1871–1873 között tett kutatóútjáról // KELETKUTATÁS (ősz) pp. 145-151.

2014
2013
- Somfai Kara Dávid. Sziúk öröksége – szertefoszlott romantika // A FÖLDGÖMB &:(8) pp. 40-51.
- Somfai Kara Dávid. A Nagy-mogulok nyomában – avagy útban Kabul felé // A FÖLDGÖMB &:(12).

2012
- Somfai Kara Dávid. A sziú spiritualitás napjainkban: Terepmunka-tapasztalatok két nyugati sziú rezervátumban //  Landgraf Ildikó, Nagy Zoltán (szerk.) - Az elkerülhetetlen: Vallásantropológiai tanulmányok - Vargyas Gábor tiszteletére. 872 p. - Budapest: PTE Néprajz-Kulturális Antropológia Tanszék; MTA BTK Néprajztudományi Intézet; L'Harmattan Kiadó; Könyvpont Kiadó, pp. 529-541. - (ISBN:9789632365732). - Befoglaló mű link(ek): OSZK, ELTE Könyvtára.
- Somfai Kara Dávid. Sámánénekek // VALLÁSTUDOMÁNYI SZEMLE 8:(1) pp. 95-114.
- Somfai Kara Dávid. Iszlám és népi iszlám. Kirgiz modernizációs konfliktusok //  Báti Anikó, Sárkány Mihály, Balogh Balázs, Vargha Katalin (szerk.). Ethno-Lore. 423 p. - Budapest: MTA BTK Néprajztudományi Intézet, pp. 111-122. - XXIX.
- Somfai Kara Dávid. Dél-szibériai török népek hiedelemvilága és sámánhagyományai // Czövek Judit, Dyekiss Virág, Szilágyi Zsolt (szerk.). Világügyelő. Tanulmányok Hoppál Mihály 70. születésnapjára. 619 p. - Budapest: Magyar Vallástudományi Társaság, pp. 147-158. - (ISBN:978-963-87696-3-3).

2011
- Somfai Kara Dávid. A szellem megidézésének két szintje és a módosult tudatállapot fajtái egy daur sámánének alapján //  Hoppál K Bulcsú, Szilágyi Zsolt, Vassányi Miklós (szerk.). - Áldozat és ima. 228 p. - Konferencia helye, ideje: , 2009.05.22-2009.05.23. Budapest: Magyar Vallástudományi Társaság; L'Harmattan, pp. 84-94. - (Vallástudományi Könyvtár; 5.) - (ISBN:9789632364445).
- Somfai Kara Dávid. Tuva sámánok énekei, Diószegi Vilmos kéziratos hagyatéka (2.) //  Ispán Ágota, Magyar Zoltán (szerk.). Ethno-lore XXVIII. Budapest. Budapest: MTA Néprajzi Kutatóintézet, pp. 205-234.
- Somfai Kara Dávid. Terepmunka tapasztalatok a dél-dakotai sziú (lakhóta) rezervátumokban // NÉPRAJZI HÍREK 3: Paper 32.

2010
- Somfai Kara Dávid. Démonok a kirgiz népi iszlámban // Birtalan Ágnes, Kelényi Béla, Szilágyi Zsolt (szerk.). Védelmező istenségek és démonok Mongóliában és Tibetben. 275 p. - Budapest: L'Harmattan Kiadó, pp. 263-275. - (Őseink nyomán Belső-Ázsiában; IV.) - (ISBN:978-963-9683-88-4)
- Somfai Kara Dávid. A baskurt (baskir) népi orvoslás néhány fajtája // Balogh Balázs, Berta Péter (szerk.). - ETHNO-LORE. 363 p. - Budapest: MTA Néprajzi Kutatóintézet, pp. 283-294. - (Az MTA Néprajzi Kutatóintézetének Évkönyve; XXVII.)
- Somfai Kara Dávid. Tádzsik népdalok // SZÉKELYFÖLD - TERRA SICULORUM 14:(10) pp. 103-114.

2009
- Somfai Kara D. Ominaan - egy újjáélesztett daur sámánszertartás Hailar vidékéről. // Berta P, Hoppál Mihály (szerk.). ETHNO-LORE. Az MTA Néprajzi Kutatóintézetének Évkönyve, XXVI.. Budapest: MTA Néprajzi Kutatóintézet, pp. 141-169.
- Somfai Kara D. Életfa-ábrázolás egy altaji török eposz alapján // Bali János, Turai Tünde (szerk.). Élet/út/írások. Szilágyi Miklós tiszteletére. 433 p. - Budapest: MTA Néprajzi Kutatóintézete; ELTE BTK Tárgyi Néprajzi Tanszéke, pp. 335-340. - (ISBN:978-963-567-039-0).
- Somfai Kara D. Ahol a füves puszta véget ér. // CROSSROAD-ELETVILAG MAGAZIN 2:(7) pp. 13-14.
- Somfai Kara Dávid. A népzene szerepe a közép-ázsiai nomád társadalmakban // Szemerkényi Á (szerk.). Folklór és zene. 517 p. - Budapest: Akadémiai Kiadó, 2009. pp. 500-507. - (Folklór a magyar művelődéstörténetben; 4.). - (ISBN:978 963 05 8822 5). - Befoglaló mű: A Budapesten, 2007. nov. 29-30. között rendezett konferencia anyaga

- Somfai Kara Dávid. Baba Tükli és a Hattyúlány Legitimizációs elemek az Edige című hőseposzban // KELETKUTATÁS ősz: pp. 23-26.

2008
- Birtalan Á, Somfai-Kara D. Kőember állott a pusztán: Tanulmánykötet [Mándoky Kongur István] emlékére. - Budapest: L'Harmattan Kiadó, 214 p. - (ISBN:978 963 236 129 1). -
- Somfai Kara D. Réntartó tuva népcsoport. //  Birtalan Á (szerk.). Hagyományos mongol műveltség 1. A mongol nomádok anyagi műveltsége. Budapest: IVA-ICRA Verlag; ELTE BTK, Belső-Ázsiai Tanszék, p. DVD-ROM.
- Somfai Kara D. Mongóliai kazakok. // Birtalan Á (szerk.). Hagyományos mongol műveltség 1. A mongol nomádok anyagi műveltsége. Budapest: IVA-ICRA Verlag; ELTE BTK, Belső-Ázsiai Tanszék, p. DVD-ROM.
- Somfai Kara D. [Mándoky Kongur István] nyomában // Birtalan Á, Somfai-Kara D. Kőember állott a pusztán: Tanulmánykötet [Mándoky Kongur István] emlékére. 214 p. - Budapest: L'Harmattan Kiadó, pp. 173-200. - (ISBN:978 963 236 129 1).
- Somfai-Kara D. Mazar, avagy az animista természetkultusz a kirgiz népi iszlámban //  Vargyas Gábor, Hoppál Mihály, Berta Péter (szerk.). ETHNO-LORE. Az MTA Néprajzi Kutatóintézetének Évkönyve, 25. 229 p. - Budapest: MTA Néprajzi Kutatóintézet, pp. 40-53.

2007
- Ajtmatov, Čingiz. Egyéb szerzőség: Somfai Kara Dávid, Buda Ferenc (ford.); Dzsingisz kán fehér fellege: két elbeszélés. - Budapest: Holnap Kiadó, 143 p. - (ISBN:978-963-346-782-4)
- Somfai-Kara D. Mazár - Avagy az animista természetkultusz a kirgiz népi iszlámban // Vallástudományi Tanulmányok. Budapest: Magyar Vallástudományi Társaság, pp. 7-8.
- Somfai-Kara D. Jegyzetek és szómagyarázatok // Hoppál Mihály (szerk.). Fehérlófia. 143 p. - Budapest: Európai Folklór Intézet; MTA Néprajzi Kutatóintézet, pp. 136-143.
- Somfai-Kara D. A Fehérlófia Eurázsia-szerte // Hoppál Mihály (szerk.). Fehérlófia. 143 p. - Budapest: Európai Folklór Intézet; MTA Néprajzi Kutatóintézet, pp. 111-114.
- Somfai-Kara D. Sámánizmus-archívum // Balogh M (szerk.). Diszciplínák határain innen és túl. 537 p. - Budapest: MTA Társadalomkutató Központ, pp. 207-216. - (Fiatal kutatók fóruma; 2.) - (ISBN:978-963-508-547-7).

2006
- Somfai-Kara D. Az utolsó kazak baksy, aki játszott a kobyzon // Hoppál M, Szathmári B, Takács A (szerk.). Sámánok és kultúrák. 465 p. - Budapest: Gondolat Kiadó, pp. 202-207. - (ISBN:963-9450-28-6). - ISBN hibás (forrás OSzK)
- Somfai-Kara D. Batirkan, egy kazak sámán az Altaj Hegységből (Mongólia) // Molnár Ádám (szerk.). Csodaszarvas. Őstörténet, vallás és néphagyomány II. Budapest: Molnár Kiadó, pp. 118-125. - (ISBN:963-229-398-3).

2005
- Somfai Kara D. Kalmakok a kazak-kirgiz hősregék tükrében //  Csorba GY, Sudár B (szerk.). Függőkert. Orientalisztikai tanulmányok. Budapest: Argumentum Kiadó, pp. 107-116.
- Somfai Kara D. Egy különös kirgiz sámánszertartás a Talasz folyó völgyéből. CSODASZARVAS 1: pp. 191-196.
- Somfai-Kara D. Kirgiz sámánszertartás Xinjiangból (Hoppál Mihállyal) //  Birtalan Ágnes, Rákos Attila (szerk.) Bolor-un gerel. Kristályfény: Tanulmányok Kara György professzor 70. születésnapjának tiszteletére. Budapest: ELTE Department of Inner Asian Studies, pp. 359-374.
- Somfai-Kara D. Bulgat.burjat "sámán" szövegek Saraksinova és Diószegi gyűjtéséből (1957. szeptember 4-10.) //  Vargyas Gábor, Hoppál Mihály, Berta Péter (szerk.) Ethno-lore: Az MTA Néprajzi Kutatóintézetének Évkönyve 22. Budapest: Akadémiai Kiadó, 2005. pp. 545-559. - (ISBN:963-05-8277-5).

2004
- Somfai-Kara D. Mongol elemek a közép-ázsiai török nyelvekben // Birtalan Ágnes, Yamaji Masanori (szerk.). Orientalista Nap 2004. Konferencia helye, ideje: Szeged, Magyarország, 2004.04 Budapest: MTA Orientalisztikai Bizottság; ELTE Orientalisztikai Intézet, pp. 129-136. - (ISBN:963 463 730 2).
- Somfai-Kara D. A kalmakok, avagy a közép-ázsiai törökség ellenségképe // Borsos Balázs, Szarvas Zsuzsanna, Vargyas Gábor (szerk.). Fehéren, feketén I-II.: Varsánytól Rititiig : tanulmányok Sárkány Mihály tiszteletére. 496 p. - Budapest: L'Harmattan Kiadó, 2004. pp. 409-420. - (Kultúrák keresztútján, ISSN 1586-1953; 5..) - (ISBN:963-9457-87-6; 963-9457-89-2).

2003
- Csingiz Ajtmatov: "Mire a madarak visszatérnek"; kirgiz elbeszélés magyarnyelvű fordítása. Nyíregyháza: Véletlen balett.

2000
- Somfai-Kara D. Iszik-köli kalmakok //  Birtalan Á (szerk.). Őseink Nyomában 3. Budapest: Új Mandátum Kiadó (ÚMK), pp. 243-254.

1998
- Somfai Kara Dávid. A Xöwsgöl-i tibák [The Tibas of Khöwsgöl]. // Birtalan Ágnes (szerk.) Őseink nyomán Belső-Ázsiában: II. Hitvilág és nyelvészet [In the Footsteps of Our Ancestors in Central Asia II. Beliefs and Linguistics]. Budapest: Nemzeti Tankönyvkiadó, p. &.